# Mohammed Farah Aidid
Mohammed Farah Hassan (detto Aidid ovvero "il Vittorioso", in lingua somala: Maxamed Faarax Caydiid; Belet Uen, 15 dicembre 1934 – Mogadiscio, 1º agosto 1996) è stato un politico, generale e signore della guerra somalo della tribù degli Habr Ghedir del gruppo Hauia.

## Biografia

### Carriera militare
Benché nato a Belet Uen, nella regione dello Hiran, la sua cabila è originaria della regione del Mudugh. Durante il periodo di amministrazione fiduciaria ONU governata dall'Italia, il giovane Aidid si arruolò nel Corpo locale di Polizia e nel 1954 fu inviato in Italia per essere addestrato in una scuola di fanteria a Roma, e quindi lavorò sotto ufficiali di polizia somali di alto rango. Nel 1958 Aidid divenne capo della polizia nella provincia di Banaadir e l'anno successivo tornò in Italia per ricevere ulteriori studi. 
Nel luglio 1960, la Somalia ottenne l'indipendenza e Aidid entrò nel neonato esercito nazionale somalo col grado di tenente.

### Con Siad Barre
Divenne aiutante di campo del comandante dell'esercito e selezionato per studiare scienze militari presso l'Accademia militare di Frunze, nell'Unione Sovietica, per tre anni.
Tenente colonnello nel 1969 dopo il colpo di stato del generale Siad Barre. Presto Barre sospettò che Aidid stesse organizzando un colpo di Stato e lo fece imprigionare per sei anni. Fu rilasciato nel 1975, riprendendo la carriera nell'esercito.
Divenuto brigadier generale nel 1977-1978 per il suo comportamento nella guerra dell'Ogaden contro l'Etiopia. Aiutante di campo del presidente Siad Barre, da cui fu nel 1979 nominato in parlamento, fu poi, nel 1984, mandato dallo stesso, dopo averlo percepito come un potenziale rivale, in India come ambasciatore per la Somalia. Fu per un periodo anche il suo capo dei servizi segreti.
In effetti gli Hauia, di cui Aidid era un membro e che occupavano fin dall'indipendenza le principali cariche amministrative e ancor più quelle militari, da tempo erano il principale focolaio d'opposizione alla dittatura; infatti furono soprattutto gli Hauia a fondare il Congresso della Somalia Unita (United Somali Congress, USC), nel 1987. Aidid vi entrò nello stesso anno, e a dicembre divenne capo della sua ala militare, abbandonando l'ambasciata in India nel 1989.

### Guerra civile e intervento ONU
Fu proprio Aidid a guidare le truppe dell'USC che all'inizio del 1991 invasero Mogadiscio e si scontrarono con le forze governative, sconfiggendo Barre e costringendolo a lasciare la città la sera del 26 gennaio.
Dopo la destituzione di Barre l'USC scelse Ali Mahdi Mohamed come Presidente ad interim di un governo provvisorio per la gestione della fase di transizione, che a fine febbraio avrebbe dovuto portare alla scelta definitiva di un nuovo leader. Aidid, che era a capo dell'ala militare, contestò fortemente la scelta e, sostenuto dalla sua tribù, iniziò un'opposizione armata al nuovo governo di Mahdi, dando inizio alla guerra civile somala. Nel luglio del 1991 la Conferenza di pace di Gibuti confermò Mahdi Presidente, e Aidid, in risposta, proseguì ancor più violentemente la lotta armata, facendo vivere alla Somalia i mesi forse più sanguinosi della sua storia.
Si confrontò con Ali Mahdi Mohamed per il controllo della Somalia, in quella che fu una vera e propria battaglia campale, in seguito alla quale il centro di Mogadiscio fu diviso dalla cosiddetta Linea Verde.
Aidid e la sua Alleanza Nazionale Somala, divennero nel 1992 uno dei principali obiettivi dell'operazione di peacekeeping delle Nazioni Unite Restore Hope e UNOSOM II. Le forze di Aidid attaccarono prima le truppe pakistane il 5 giugno del 1993, lasciando sul campo 23 militari pakistani nella cosiddetta battaglia della Radio, e poi il 2 luglio quelle italiane nella battaglia del Pastificio, uccidendo 3 soldati. Tra il 3 ed il 4 ottobre 1993 i miliziani di Aidid si scontrarono contro le forze ONU nella battaglia di Mogadiscio, mettendole in seria difficoltà con l'uccisione di 18 statunitensi e un malese. Le missioni delle forze internazionali non pacificarono le fazioni somale in lotta e non portarono alla cattura di Aidid. Statunitensi e italiani lasciarono così il Paese nel marzo 1994. Fu sospettato, al pari del suo principale antagonista, Ali Mahdi Mohamed, di essere al centro di traffici di armi e rifiuti tossici, per indagare sui quali i giornalisti Rai Ilaria Alpi e Miran Hrovatin vennero uccisi nel centro di Mogadiscio pochi giorni prima del ritiro del contingente italiano.
L'ONU lasciò invece la Somalia nel marzo 1995.

### Presidente e morte
Aidid, dopo il ritiro delle truppe delle Nazioni Unite dalla Somalia, nel giugno 1995 si dichiarò presidente della Somalia. Così facendo pose fine al potere di Ali Mahdi, peraltro quasi sempre stato puramente formale, ma il suo governo non fu riconosciuto internazionalmente. Anche nei fatti esercitò un controllo debole sulla Somalia e perfino sulle sue roccaforti, Mogadiscio e il sud del paese, soprattutto perché insidiato violentemente dalle milizie di Ali Mahdi, ancora molto attive. Continuò quindi a regnare il caos.
Nel settembre 1995 i miliziani di Aidid attaccarono la città di Baidoa, uccidendo 10 somali e catturando 20 cooperanti stranieri.
Il 24 luglio 1996, Aidid e i suoi uomini si scontrarono con le milizie di Ali Mahdi e dell'ex alleato Osman Ali Atto, ex sostenitore e finanziatore di Aidid e dello stesso clan. Aidid subì una ferita da arma da fuoco nel corso della battaglia. Morì per arresto cardiaco il 1º agosto, durante o dopo l'intervento chirurgico per curare le sue ferite.

### Discendenti
Suo figlio Hussein, emigrato negli Stati Uniti all'età di 17 anni, ottenne asilo e nel 1987 prestò servizio nel Corpo dei Marines. Dopo aver fatto ritorno in Somalia, ricopre ora vari incarichi politici. Dopo la morte del padre si proclamò anch'egli presidente, e come lui non fu mai riconosciuto. Avrebbe rinunciato alle pretese alla presidenza del Paese nel 1997. Abdiqasim Salad Hassan, che nel 2000 sarebbe diventato ufficialmente presidente della Somalia, il primo dai tempi di Mahdi, è cugino di Aidid.